# Entente urbaine de football de Bukavu
L’Entente urbaine de football de Bukavu (Eufbuk) est la Ligue de football de haut niveau de la ville de Bukavu. Chaque année, des clubs de l’Eufbuk sont relégués en Eufbuk D2, et les promus montent en LIFSKI. Cette Ligue fait partie de la Fédération congolaise de football association (FECOFA),.
En 2012, l’Eufbuk devient une 3e Division, à la suite de la création d’une 1re Division répartie en trois groupes. En 2018, l’Eufbuk devient une 4e Division, à la suite de la création d’une 2e Division répartie en trois groupes.

## Palmarès
- 1952 : Alberta-Katanga
- 1953 : Alberta-Katanga
- 1956 : KE FC
- 1958 : KE FC [3]
- 1960 : Olympique
- 1961 : Olympique
- 1962 : Espoir FC
- 1963 : Olympique
- 1964 : Olympique
- 1965 : FC Bralima
- 1965-1966 : FC IRSAC Lwiro
- 1966 : Espoir FC
- 1967 : Espoir FC
- 1968 : Aigle Sport Makasi
- 1970 : Olympique
- 1971 : Olympique
- 1972 : FC Hydro Sport[4]
- 1973 : FC Zaïre Banque
- 1975 : Espoir FC
- 1976 : Espoir FC
- 1977 : Espoir FC
- 1978 : Olympique
- 1979 : Union Sport D’Or
- 1980 : Union Sport D’Or
- 1981 : Union Sport D’Or
- 1982 : Olympique
- 1983 : FC Relgisport Mayimoto
- 1984 : Union Sport D’Or
- 1992-1993 : US Safari
- 1993-1994 : Union Sport D’Or [5]
- 1994-1995 : Union Sport D’Or
- 1996 : US Bilombe
- 1997-1998 : CS Bande Rouge [6]
- 1998-1999 : Espoir FC [6]
- 2000-2001 : OC Bukavu Dawa [7]
- 2001-2002 : OC Bukavu Dawa [8]
- 2002-2003 : OC Muungano [9]
- 2003-2004 : CS Bande Rouge ou OC Muungano [10]
- 2004-2005 : OC Bukavu Dawa [11]
- 2005-2006 : OC Bukavu Dawa [12]
- 2006-2007 : OC Bukavu Dawa [13]
- 2007-2008 : OC Bukavu Dawa [14]
- 2008-2009 : OC Bukavu Dawa [15]